# Liste der belgischen Verteidigungsminister
Dies ist die Liste der belgischen Verteidigungsminister. Bis 1920 wurde der Minister Kriegsminister genannt, seitdem ist die Bezeichnung Verteidigungsminister gebräuchlich.
| Amtszeit  | Minister                        | Partei             | Titel                                |
| --------- | ------------------------------- | ------------------ | ------------------------------------ |
| 1831      | Albert Goblet d’Alviella        | liberal            | Kriegsminister                       |
| 1831      | Charles d’Hane de Steenhuyze    | liberal            | Kriegsminister                       |
| 1831      | V. de Failly                    | liberal            | Kriegsminister                       |
| 1831–1832 | Charles de Brouckère            | liberal            | Kriegsminister                       |
| 1832      | Félix de Merode                 | liberal            | Kriegsminister                       |
| 1832–1836 | Louis Evain                     | parteilos          | Kriegsminister                       |
| 1836–1840 | Jean-Pierre-Christine Willmar   | liberal            | Kriegsminister                       |
| 1840–1842 | Gérard Buzen                    | liberal            | Kriegsminister                       |
| 1842–1843 | Henri de Liem                   | liberal            | Kriegsminister                       |
| 1843      | Léandre Desmaisières            | liberal            | Kriegsminister                       |
| 1843–1846 | Pierre Dupont                   | liberal            | Kriegsminister                       |
| 1846      | Jules Joseph d’Anethan          | Katholische Partei | Kriegsminister                       |
| 1846–1847 | Albert Prisse                   | Katholische Partei | Kriegsminister                       |
| 1847–1850 | Félix Chazal                    | liberal            | Kriegsminister                       |
| 1850–1851 | Mathieu Brialmont               | liberal            | Kriegsminister                       |
| 1851–1855 | Victor Anoul                    | liberal            | Kriegsminister                       |
| 1855–1857 | Léonard Greindl                 | parteilos          | Kriegsminister                       |
| 1857–1859 | Edouard Berten                  | liberal            | Kriegsminister                       |
| 1859–1866 | Félix Chazal                    | liberal            | Kriegsminister                       |
| 1866–1868 | Auguste Goethals                | liberal            | Kriegsminister                       |
| 1868–1870 | Bruno Renard                    | parteilos          | Kriegsminister                       |
| 1870–1873 | Henri Guillaume                 | parteilos          | Kriegsminister                       |
| 1873–1878 | Séraphin Thiebault              | parteilos          | Kriegsminister                       |
| 1878–1879 | Bruno Renard                    | parteilos          | Kriegsminister                       |
| 1879–1880 | Jean-Baptiste Liagre            | parteilos          | Kriegsminister                       |
| 1880–1884 | Guillaume Gratry                | parteilos          | Kriegsminister                       |
| 1884–1893 | Charles Pontus                  | parteilos          | Kriegsminister                       |
| 1893–1896 | Jacques Brassine                | parteilos          | Kriegsminister                       |
| 1896–1899 | Jules Vandenpeereboom           | Katholische Partei | Kriegsminister                       |
| 1899–1907 | Alexandre Cousebandt d’Alkemade | parteilos          | Kriegsminister                       |
| 1907–1912 | Joseph Hellebaut                | parteilos          | Kriegsminister                       |
| 1912      | Charles de Broqueville          | Katholische Partei | Kriegsminister                       |
| 1912      | Victor Michel                   | parteilos          | Kriegsminister                       |
| 1912–1917 | Charles de Broqueville          | Katholische Partei | Kriegsminister                       |
| 1917–1918 | Armand De Ceuninck              | parteilos          | Kriegsminister                       |
| 1917–1918 | Émile Vandervelde               | POB-BWP            | Zivile und militärische Intendanz    |
| 1918–1920 | Fulgence Masson                 | liberal            | Kriegsminister                       |
| 1920      | Paul-Émile Janson               | liberal            | Verteidigungsminister                |
| 1920–1923 | Albert Devèze                   | liberal            | Verteidigungsminister                |
| 1923–1925 | Pierre Forthomme                | liberal            | Verteidigungsminister                |
| 1925      | Albert Hellebaut                | parteilos          | Verteidigungsminister                |
| 1925–1926 | Prosper Kestens                 | parteilos          | Verteidigungsminister                |
| 1926      | Prosper Poullet                 | Katholische Partei | Verteidigungsminister                |
| 1926–1931 | Charles de Broqueville          | Katholische Partei | Verteidigungsminister                |
| 1931–1932 | Léon Dens                       | liberal            | Verteidigungsminister                |
| 1932      | Paul Crokaert                   | Katholische Partei | Verteidigungsminister                |
| 1932      | Georges Theunis                 | Katholische Partei | Verteidigungsminister                |
| 1932–1936 | Albert Devèze                   | liberal            | Verteidigungsminister                |
| 1936–1940 | Henri Denis                     | parteilos          | Verteidigungsminister                |
| 1940–1944 | Hubert Pierlot                  | Katholische Partei | Verteidigungsminister                |
| *1942     | Henri Rolin                     | POB-BWP            | Unterstaatssekretär für Verteidigung |
| 1944–1945 | Fernand Demets                  | liberal            | Verteidigungsminister                |
| 1945–1946 | Léon Mundeleer                  | liberal            | Verteidigungsminister                |
| 1946–1949 | Raoul de Fraiteur               | parteilos          | Verteidigungsminister                |
| 1949–1950 | Albert Devèze                   | liberal            | Verteidigungsminister                |
| 1950      | Henri Moreau de Melen           | PSC                | Verteidigungsminister                |
| 1950–1954 | Etienne De Greef                | parteilos          | Verteidigungsminister                |
| 1954–1958 | Antoon Spinoy                   | BSP                | Verteidigungsminister                |
| 1958–1961 | Arthur Gilson                   | PSC                | Verteidigungsminister                |
| 1961–1965 | Paul-Willem Segers              | CVP                | Verteidigungsminister                |
| 1965–1966 | Ludovic Moyersoen               | CVP                | Verteidigungsminister                |
| 1966–1968 | Charles Poswick                 | PLP                | Verteidigungsminister                |
| 1968–1972 | Paul-Willem Segers              | CVP                | Verteidigungsminister                |
| 1972–1979 | Paul Vanden Boeynants           | PSC                | Verteidigungsminister                |
| 1979–1980 | José Desmarets                  | PSC                | Verteidigungsminister                |
| 1980      | Charles Poswick                 | PRL                | Verteidigungsminister                |
| 1980–1981 | Frank Swaelen                   | CVP                | Verteidigungsminister                |
| 1981–1985 | Alfred Vreven                   | PVV                | Verteidigungsminister                |
| 1985–1988 | François-Xavier de Donnea       | PRL                | Verteidigungsminister                |
| 1988–1992 | Guy Coëme                       | PS                 | Verteidigungsminister                |
| 1992–1994 | Leo Delcroix                    | CVP                | Verteidigungsminister                |
| 1994–1995 | Karel Pinxten                   | CVP                | Verteidigungsminister                |
| 1995      | Melchior Wathelet               | PSC                | Verteidigungsminister                |
| 1995–1999 | Jean-Pol Poncelet               | PSC                | Verteidigungsminister                |
| 1999–2007 | André Flahaut                   | PS                 | Verteidigungsminister                |
| 2007–2014 | Pieter De Crem                  | CD&V               | Verteidigungsminister                |
| 2014–2018 | Steven Vandeput                 | N-VA               | Verteidigungsminister                |
| 2018      | Sander Loones                   | N-VA               | Verteidigungsminister                |
| 2018–2019 | Didier Reynders                 | MR                 | Verteidigungsminister                |
| 2019–2020 | Philippe Goffin                 | MR                 | Verteidigungsminister                |
| 2020–2025 | Ludivine Dedonder               | PS                 | Verteidigungsministerin              |
| seit 2025 | Theo Francken                   | N-VA               | Verteidigungsminister                |